# Nybyen
Nybyen es un pequeño asentamiento localizado en la periferia sur de Longyearbyen, en la isla de Spitsbergen, en el archipiélago de las Svalbard (Noruega). El nombre procede del noruego y significa Pueblo Nuevo.

## Historia

Noche polar en Nybyen.

El asentamiento fue fundado en 1946-47 por los mineros de la "mina 2B" (posteriormente llamada Julenissegruva, "Mina Santa Claus"). Durante la segunda mitad del siglo XX Nybyen se convirtió en parte importante de Longyearbyen. Actualmente el pueblo posee dos establecimientos de albergue (Guesthouse 102 y Spitsbergen Guesthouse) y es la sede del Svalbard Art Gallery & Craft Centre, disponiendo de restaurante, club y cine. Muchos estudiantes del Centro Universitario de Svalbard (UNIS) residen en Nybyen.

## Geografía
Nybyen está situado en la parte alta de Longyeardalen (Valle de Longyear), a 2,5 kilómetros (1,6 mi) del centro de Longyearbyen, a una altitud de 100 metros.
Nybyen fue incorporado administrativamente a Longyearbyen en 2002. El aeropuerto de Svalbard está a 6 km.